# Tour de Murcie 2023
La 43e édition du Tour de Murcie a lieu le 11 février 2023, sur un parcours de 194,7 kilomètres tracé entre San Javier et le Parque de Alfonso Torres de Carthagène. La course fait partie du calendrier UCI Europe Tour 2023 en catégorie 1.1.
L'épreuve est remportée au sprint par le Britannique Ben Turner d'Ineos Grenadiers,.

## Équipes participantes
21 équipes participent à la course - 9 WorldTeams, 11 ProTeams et 1 équipe continentale :
| WorldTeams (9)- Arkéa-Samsic - Astana Qazaqstan Team - Bora-Hansgrohe - Cofidis - Groupama-FDJ - Ineos Grenadiers - Intermarché-Circus-Wanty - Movistar Team - UAE Team Emirates ProTeams (11)- Burgos-BH - Caja Rural-Seguros RGA - Eolo-Kometa - Equipo Kern Pharma - Euskaltel-Euskadi - Israel-Premier Tech - Lotto Dstny - Q36.5 Pro Cycling Team - Team Flanders-Baloise - TotalEnergies - Tudor Pro Cycling Team Équipe continentale- Electro Hiper Europa |
| |

## Classement final
| \| Classement général \| Classement général \| Classement général \| Classement général \| Classement général \| \| Coureur \| Coureur \| Pays \| Équipe \| Temps \| \| ------------------ \| ------------------ \| ------------------ \| ------------------------ \| ------------------ \| \| 1er \| Ben Turner \| Royaume-Uni \| Ineos Grenadiers \| 4 h 24 min 59 s \| \| 2e \| Simon Clarke \| Australie \| Israel-Premier Tech \| + 0 s \| \| 3e \| Jordi Meeus \| Belgique \| Bora-Hansgrohe \| + 0 s \| \| 4e \| Valentin Madouas \| France \| Groupama-FDJ \| + 0 s \| \| 5e \| Matteo Trentin \| Italie \| UAE Team Emirates \| + 0 s \| \| 6e \| Tim Wellens \| Belgique \| UAE Team Emirates \| + 0 s \| \| 7e \| Pascal Eenkhoorn \| Pays-Bas \| Lotto Dstny \| + 0 s \| \| 8e \| Loïc Vliegen \| Belgique \| Intermarché-Circus-Wanty \| + 0 s \| \| 9e \| Milan Menten \| Belgique \| Lotto Dstny \| + 0 s \| \| 10e \| Gorka Izagirre \| Espagne \| Movistar Team \| + 0 s \| |                  |             |                          |                 |
| |                  |             |                          |                 |
| Source : ProCyclingStats |                  |             |                          |                 |
| Classement général |                  |             |                          |                 |
| Coureur | Coureur          | Pays        | Équipe                   | Temps           |
| 1er | Ben Turner       | Royaume-Uni | Ineos Grenadiers         | 4 h 24 min 59 s |
| 2e | Simon Clarke     | Australie   | Israel-Premier Tech      | + 0 s           |
| 3e | Jordi Meeus      | Belgique    | Bora-Hansgrohe           | + 0 s           |
| 4e | Valentin Madouas | France      | Groupama-FDJ             | + 0 s           |
| 5e | Matteo Trentin   | Italie      | UAE Team Emirates        | + 0 s           |
| 6e | Tim Wellens      | Belgique    | UAE Team Emirates        | + 0 s           |
| 7e | Pascal Eenkhoorn | Pays-Bas    | Lotto Dstny              | + 0 s           |
| 8e | Loïc Vliegen     | Belgique    | Intermarché-Circus-Wanty | + 0 s           |
| 9e | Milan Menten     | Belgique    | Lotto Dstny              | + 0 s           |
| 10e | Gorka Izagirre   | Espagne     | Movistar Team            | + 0 s           |